# Radio Filharmonisch Orkest
Das Radio Filharmonisch Orkest (RFO) ist ein niederländisches Radiophilharmonieorchester aus Hilversum in den Niederlanden. Das RFO ist Teil mehrerer Ensembles, die unter dem Schirm des Muziekcentrum van de Omroep (Rundfunkmusikcenters) zusammengefasst sind, das wiederum dem Nederlandse Publieke Omroep (niederländisch öffentlich rechtlichen Rundfunk) angegliedert ist.
Das RFO arbeitet hauptsächlich mit NPO Radio 4, der Sendeanstalt für klassische Musik zusammen. Bevorzugte Stätten öffentlicher Auftritte befinden sich in Amsterdam und Utrecht und an der niederländischen Oper.
Albert van Raalte gründete das Orchester 1945 und war auch der erste Chefdirigent bis 1949. Zu den nachfolgenden Chefdirigenten gehörten Paul van Kempen, Bernard Haitink, Jean Fournet, Willem van Otterloo, Hans Vonk und Sergiu Comissiona. Von 1989 bis 2004 war Edo de Waart Chefdirigent des Orchesters und erhielt nach seinem Ausscheiden den Titel eines Ehrendirigenten. Ihm folgte Jaap van Zweden von 2005 bis 2012 als Chefdirigent und künstlerischer Direktor, der danach mit dem Titel eines Ehrenchefdirigenten ausgezeichnet wurde. Schon im August 2010 gab das RFO die Verpflichtung von Markus Stenz als Chefdirigent für die Saison 2012–2013 mit einer Laufzeit von zunächst drei Jahren bekannt.
Im Oktober 2010 gab die Minderheitsregierung, gebildet aus der VVD und CDA und geduldet von der PVV den Plan bekannt, dass 2012 das Muziekcentrum van de Omroep wegen finanzieller Probleme aufgelöst werden sollte, mit der Konsequenz, dass dies auch das Ende des RFO bedeutet hätte. Nach Protesten aus der Bevölkerung gab Marja van Bijsterveldt, Ministerin für Erziehung, Kultur und Wissenschaft, bekannt, dass das Musikzentrum von 2010 bis 2012 mit jährlichen Zuwendungen von 12 bis 14 Millionen Euro vom niederländischen Staat bezuschusst würde. Im Dezember 2012 übernahm Bernard Haitink die Schirmherrschaft über das Orchester mit der Absicht für Spenden zu werben, um das Überleben des Orchesters zu sichern.
2019 legte Markus Stenz sein Amt nieder. Im selben Jahr wurde die Amerikanerin Karina Canellakis Chefdirigentin des Orchesters.

## Musikdirektoren
- Albert van Raalte (1945–1949)
- Paul van Kempen (1949–1955)
- Bernard Haitink (1957–1961)
- Jean Fournet (1961–1978)
- Hans Vonk (1978–1979)
- Sergiu Comissiona (1982–1989)
- Edo de Waart (1989–2004)
- Jaap van Zweden (2005–2012)
- Markus Stenz (2012–2019)
- Karina Canellakis (seit 2019)